# Relations entre l'Albanie et la Roumanie
L'Albanie a une ambassade à Bucarest et la Roumanie une ambassade à Tirana et un consulat à Korçë. Le 16 décembre 2013, une célébration a eu lieu en Roumanie pour célébrer le centième anniversaire de l'établissement des relations diplomatiques entre les deux nations.
Les pays sont tous deux membres de l'Organisation du traité de l'Atlantique nord, de l'Organisation internationale de la francophonie et de l'Organisation pour la sécurité et la coopération en Europe. En tant que membre de l'Union européenne (UE), la Roumanie soutient l'Albanie dans sa voie d'intégration à l'Union[réf. nécessaire].

## Histoire

### Moderne
Le mouvement Rilindja Kombëtare du nationalisme albanais à l'intérieur de l'Empire ottoman était présent et prolifique en Valachie, le centre des initiatives culturelles prises par Dora d'Istria, Naim Frashëri, Jani Vreto et Naum Veqilharxhi (ce dernier a publié le tout premier abécédaire albanais à Bucarest, en 1844). Aleksandër Stavre Drenova, un habitant de Bucarest, est l'auteur des paroles de l'hymne national albanais, Hymni i Flamurit, qui est chanté sur l'air de "Pe-al nostru steag e scris Unire", composé par le roumain Ciprian Porumbescu.

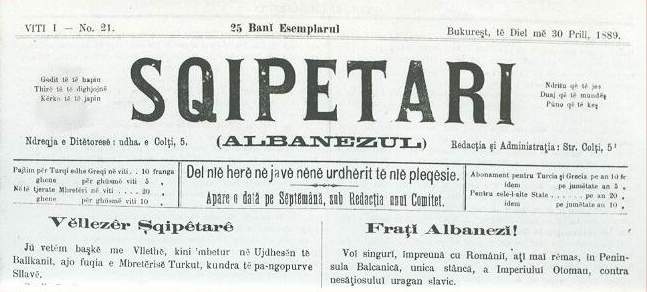
Le journal Sqipetari/Albanezul, publié par la communauté albanaise (1889)

Parmi les nouveaux groupes d'immigrants de diverses régions des Balkans en Roumanie se trouvaient les familles des poètes Victor Eftimiu et Lasgush Poradeci. À l'époque, le mouvement d'indépendance prend de l'ampleur et, pendant un certain temps après 1905, se concentre sur les activités d'Albert Gjika. Une école albanaise a été ouverte en 1905 dans la ville de Constanța — parmi ses élèves se trouvait le poète Aleksandër Stavre Drenova. En 1912, lors d'une réunion à Bucarest dirigée par Ismail Qemali et à laquelle assistait Drenova, la première résolution concernant l'indépendance de l'Albanie fut adoptée. En 1921, la première traduction du Coran en albanais fut achevée par Ilo Mitkë Qafëzezi et publiée dans la ville de Ploieşti.
À la fin de la période ottomane, certains intellectuels albanais ont développé une théorie historico-politique selon laquelle les Albanais et les Valaques, y compris les Roumains modernes, étaient des "frères de sang", et devraient se battre pour la libération mutuelle dans les territoires encore administrés par les Ottomans avec l'aide de la Roumanie ou de l'Italie. Ce point de vue a été soutenu par l'Autriche-Hongrie après 1897. Visar Dodani dirigea un journal à Bucarest à partir de 1897 et, à partir de mars 1898, il défendit une vision de l'origine illyrienne commune des Albanais et des Roumains et de leur lutte contemporaine commune.

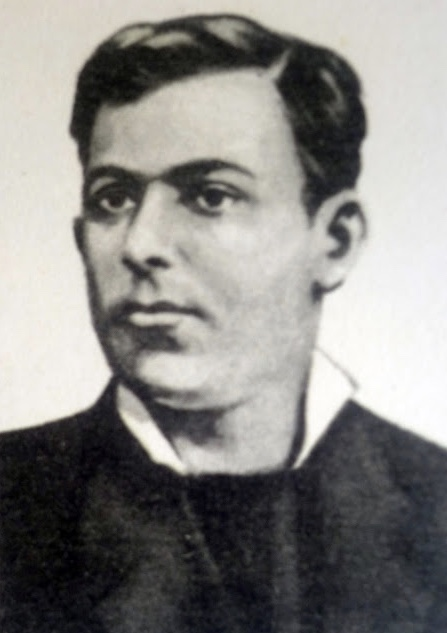
Visar Dodani

La Roumanie a été le premier pays à reconnaître l'indépendance de l'Albanie,. Les relations entre l'Albanie et la Roumanie ont été établies le 16 décembre 1913. Depuis lors, les deux pays ont développé de solides liens culturels et linguistiques. L'écrivain et poète albanais Lasgush Poradeci a vécu et étudié en Roumanie pendant un certain temps, avec d'autres personnalités albanaises influentes. Un traité d'amitié a été signé entre les deux pays en 1994.

## Relations

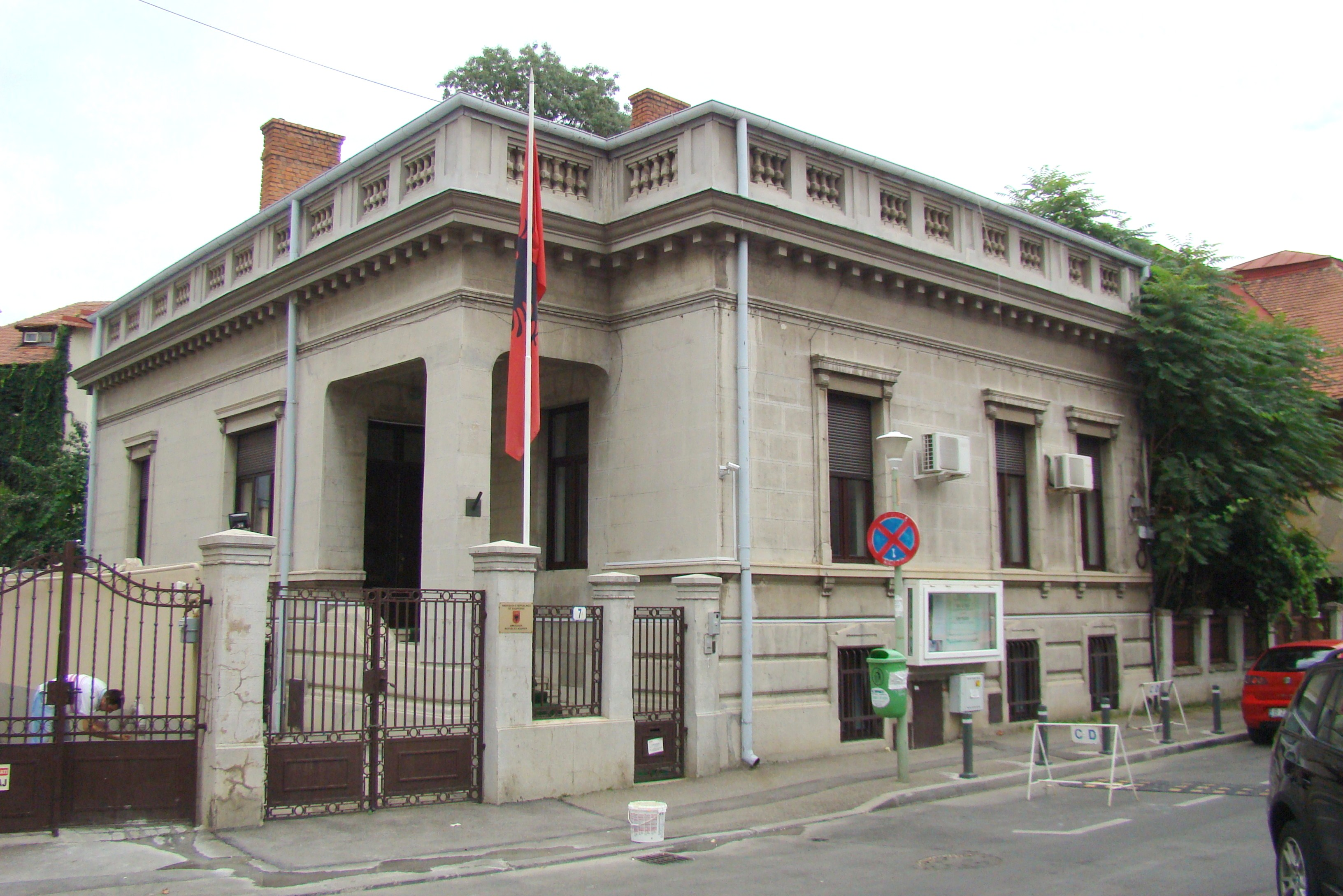
Ambassade d'Albanie à Bucarest

Le 18 mars 2014, Edi Rama, le Premier ministre d'Albanie, a rencontré Victor Ponta, le Premier ministre de Roumanie, lors de la première visite officielle de ce dernier à Tirana. Les deux hommes ont discuté de l'élargissement des liens entre les deux pays sur le plan économique, en termes d'éducation (avec un certain nombre d'étudiants albanais étudiant en Roumanie et des policiers albanais étant formés par des Roumains), ainsi que du partage de l'expérience de la Roumanie dans l'adhésion à l'Union européenne avec l'Albanie. Ils ont également discuté des entreprises roumaines ouvrant des bureaux à Tirana pour accroître la coopération économique et de la formation des policiers albanais par la Roumanie pour lutter contre le crime organisé. En février 2015, Ponta a proposé de conclure un accord énergétique avec la Roumanie. Il a également déclaré que l'expansion de la coopération dans d'autres domaines se poursuivra également.

## Relations économiques
Les deux pays ont conclu un accord de libre-échange qui est entré en vigueur le 1er janvier 2017.
La valeur du commerce bilatéral en 2016 était de 83 millions d'euros.

## Diplomatie

### Albanie
- Bucarest (Ambassade)

### Roumanie
- Tirana (Ambassade)